# St. Nikolaus (Aach)

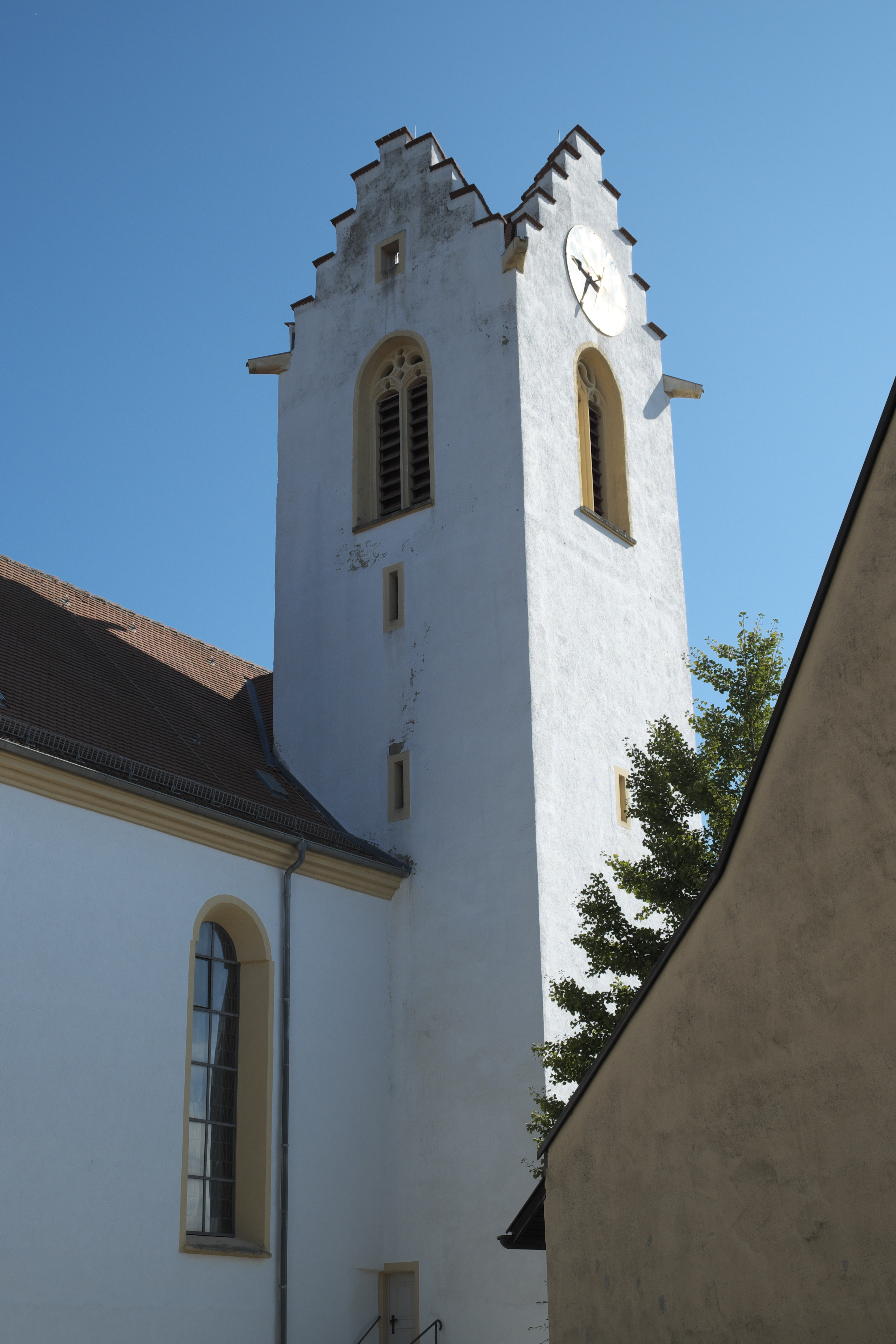
St. Nikolaus in Aach

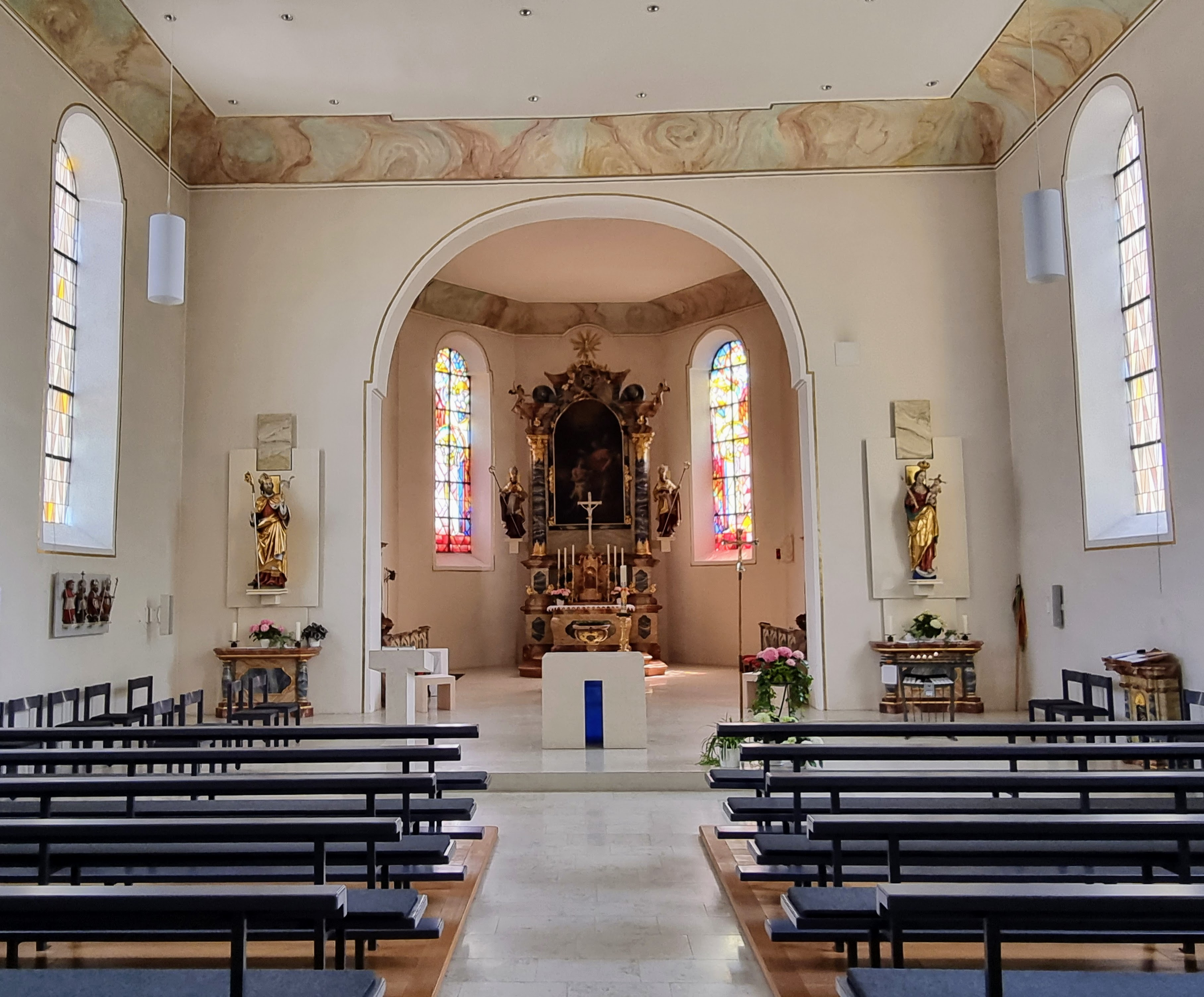
Innenansicht

Die römisch-katholische, denkmalgeschützte Pfarrkirche St. Nikolaus steht in Aach, einer Kleinstadt im Landkreis Konstanz von Baden-Württemberg. Sie ist ein Kulturdenkmal von besonderer Bedeutung nach §28 DSchG. Die Pfarrgemeinde gehört zum Dekanat Hegau im Erzbistum Freiburg.

## Geschichte
In den Jahren 1736–38 wurde die vorhandene gotische Kirche mit Ausnahme des Kirchturms erneuert und erhielt ein barockes Gesicht. 1870 bis 1885 wurde das Gotteshaus umfassend renoviert und die barocke Ausgestaltung weitgehend entfernt. Einige Skulpturen allerdings blieben erhalten. Bei der Renovierung im Jahr 1930 wurde die Kirche von dem Freiburger Maler Walther Meyerspeer ausgemalt. 1970 folgte eine weitere Renovierung mit Einbau einer Heizung und Entfernung der Ausmalung; in den Jahren 2003 (außen) und 2009 (innen) wurden weitere Renovierungen durchgeführt. 2012 wurden der neue Volksaltar und die mit vorhandenen alten Materialien modern gestalteten Seitenaltäre geweiht. 

## Beschreibung
Die barocke Saalkirche besteht aus einem Langhaus, einem eingezogenen, dreiseitig geschlossenen Chor im Osten und einem Chorflankenturm an dessen Südwand. Auf der Nordseite ist eine Sakristei an den Chor angebaut.
Die unteren Geschosse des Chorflankenturms stammen aus dem 12. Jahrhundert. Er wurde mit einem Geschoss aufgestockt, das hinter den Klangarkaden den Glockenstuhl beherbergt, in dem vier Kirchenglocken hängen, und mit Staffelgiebeln an allen vier Seiten bedeckt.
| Glocke | Gussjahr | Gießer, Gussort          | Material  | Gewicht | Durchmesser | Schlagton |
| ------ | -------- | ------------------------ | --------- | ------- | ----------- | --------- |
| 1      | 1922     | Bochumer Verein          | Gussstahl | 1560 kg | 1575 mm     | des’+5    |
| 2      | 1922     | Bochumer Verein          | Gussstahl | 1080 kg | 1380 mm     | es’+12    |
| 3      | 1922     | Bochumer Verein          | Gussstahl | 850 kg  | 1255 mm     | f’+5      |
| 4      | 1871     | Carl Blersch, Überlingen | Bronze    | 450 kg  | 957 mm      | as’+6     |

Die zweimanualige Orgel auf der Empore über dem Eingangsbereich mit 17 Registern wurde 2015 von Orgelbauer Wolfram Stützle aus Waldkirch gebaut. Sie wurde in das historische Gehäuse der Orgel aus dem Jahr 1873 der Orgelwerkstatt Eduard Hieber & Söhne aus Engen eingebaut. Dabei wurde auch Pfeifenmaterial dieser Vorgängerorgel verwendet; das Gehäuse wurde bei dieser Gelegenheit farblich neu gefasst.

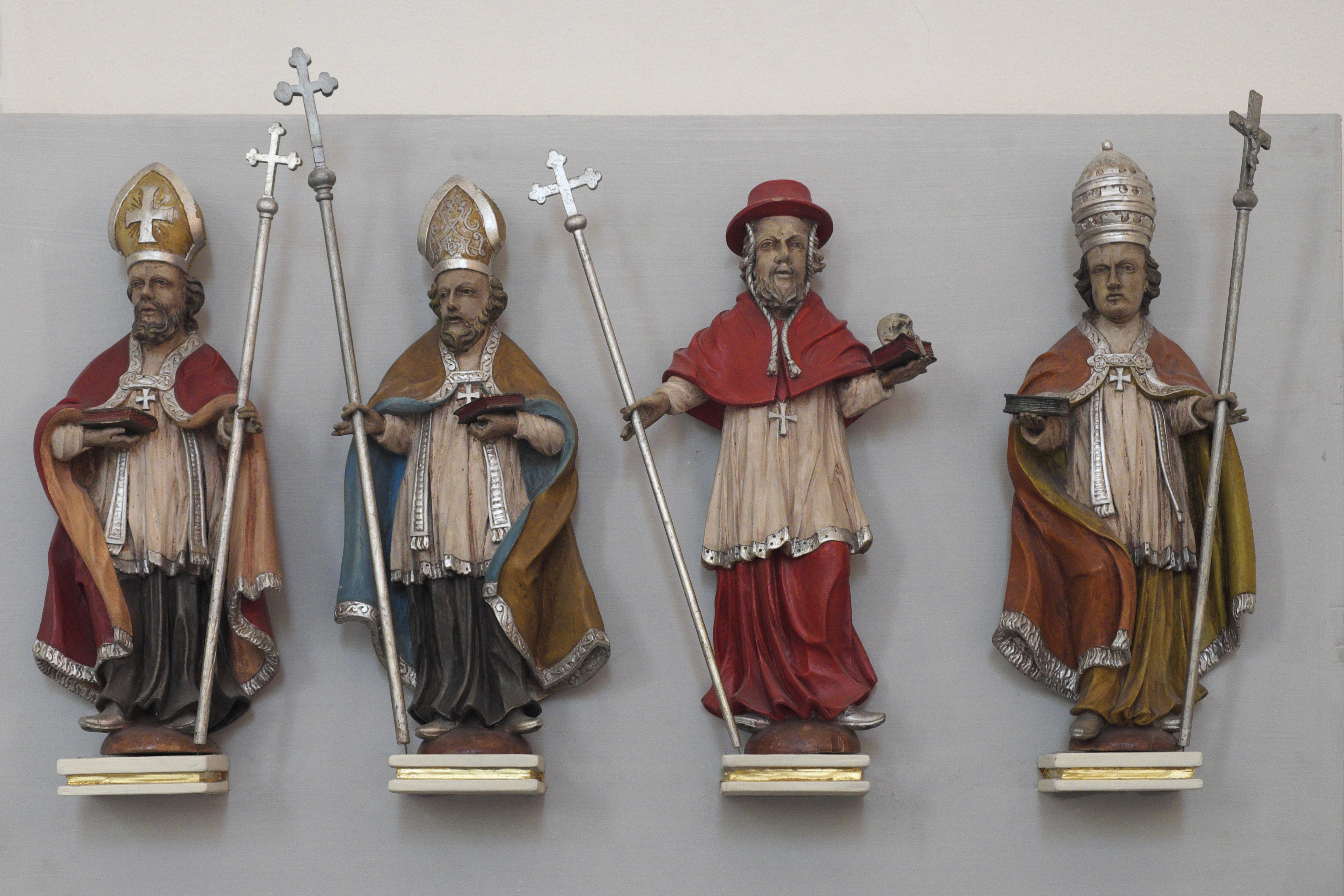
Die vier Kirchenväter

Zur Kirchenausstattung gehören ein um 1740 gebauter und 1970 erworbener Hochaltar, ferner eine Mondsichelmadonna über dem rechten Seitenaltar und Skulpturen der vier „lateinischen“ Kirchenväter (Ambrosius, Hieronymus, Augustinus und Gregor der Große), welche die (nicht mehr vorhandene) Kanzel zierten. Der kubische Zelebrationsaltar aus hellem Donaukalkstein und der Ambo aus dem gleichen Material sind in den Kirchensaal vor den Chorbogen hineingerückt. Sie bilden in ihrer reduzierten Formensprache einen Kontrast zum barocken Hochaltar, der nach wie vor im Chor steht. Mittig ist der neue Altar durch einen breiten Spalt durchbrochen, in den eine blaue Glasscheibe eingelassen ist, die mit Wasser und mystischer Tiefe assoziiert werden kann.